# L.A. State of Mind
Albums de Melanie Brown
Hot
(2000) Reimagined
(2011)
L.A. State of Mind est le deuxième album solo de Melanie Brown. Publié le 27 juin 2005, il marque le retour de la chanteuse sur la scène musicale, cinq ans après son premier album, Hot.
Le seul single extrait de l'album Today, pour lequel Melanie B effectuera une tournée promotionnelle de deux semaines au Royaume-Uni, entre à la 41e place des charts britanniques et y reste pendant une semaine seulement, ce qui en fait la plus faible vente d'un single pour une Spice Girl en solo.
L'album est également édité accompagné d'un DVD contenant un documentaire filmé et réalisé par Mark McConnell.

## Liste des pistes
| No  | Titre                        | Auteur | Producteur(s) | Durée |
| --- | ---------------------------- | ------ | ------------- | ----- |
| 1.  | Today                        |        |               | 3:16  |
| 2.  | Stay in Bed Days             |        |               | 4:05  |
| 3.  | Beautiful Girl               |        |               | 3:47  |
| 4.  | Music of the Night (Perdido) |        |               | 3:48  |
| 5.  | If I Had My Life Again       |        |               | 4:41  |
| 6.  | In Too Deep                  |        |               | 4:00  |
| 7.  | Sweet Pleasure               |        |               | 3:40  |
| 8.  | L.A. State of Mind           |        |               | 3:44  |
| 9.  | Say Say Say                  |        |               | 3:54  |
| 10. | Bad, Bad Girl                |        |               | 3:25  |
| 11. | Hold On                      |        |               | 3:51  |